# Elisa Frota Pessoa
Elisa Frota Pessoa, sinh ra Elisa Esther Habbema de Maia (17 tháng 1 năm 1921 – 28 tháng 12 năm 2018), là một nhà vật lý thực nghiệm người Brazil. Cô là một trong những phụ nữ đầu tiên tốt nghiệp ngành vật lý ở Brazil, vào năm 1942 và là thành viên sáng lập của Trung tâm Bras Brasileiro de Pesquisas Físicas (Trung tâm nghiên cứu vật lý Brazil). Cô nổi tiếng do các nghiên cứu về phóng xạ với nhũ tương hạt nhân; phản ứng và sự tan rã của meson K và π trong nhũ tương hạt nhân; và phản ứng của proton và deuteron với hạt nhân có khối lượng trung bình.

## Tuổi thơ
Cô sinh ra ở Rio de Janeiro, con gái của Juvenal Moreira Maia và Elisa Habbema de Maia. Cô bắt đầu trở nên quan tâm đến khoa học vào năm 1935, trong ginasial (trung học) tại Escola Paulo de Frontin. Ảnh hưởng lớn nhất của cô là giáo sư Plinio Süssekind da Rocha, người mà cô theo học các lớp vật lý. Anh theo sát cô và hướng dẫn cô, đưa các đối tượng của cô ra ngoài chương trình để học. Cuối năm cấp ba, Elisa muốn học ngành Kỹ thuật, trái với ý muốn của gia đình, vì cha anh, rất bảo thủ, coi rằng nghề nghiệp tốt nhất cho phụ nữ là hôn nhân. Tuy nhiên, điều này không ngăn cản cô đăng ký vào khóa học Vật lý của Khoa Triết học của Đại học Brazil (Đại học Liên bang Rio de Janeiro hiện tại), tốt nghiệp năm 1942.

## Nghề nghiệp
Cùng với Sonja Ashauer, tốt nghiệp cùng năm tại USP, cô là người phụ nữ thứ hai tốt nghiệp ngành Vật lý ở Brazil. Chẳng mấy chốc, cô đã xuất sắc tham gia khóa học và năm thứ hai, được giáo sư Joaquim da Costa Ribeiro gọi làm trợ lý. Cô làm việc với Costa Ribeiro, mà không nhận được tiền lương, cho đến năm 1944, khi cô được trường đại học thuê. Năm 18 tuổi, cô kết hôn với giáo viên cũ của mình, nhà sinh vật học Oswaldo Frota – Pessoa, và có hai đứa con, Sonia và Roberto. Năm 1951, cô ly thân với chồng và bắt đầu sống với nhà vật lý Jayme Tiomno.
Cùng với Tiomno và các nhà vật lý tốt nghiệp khác cùng thời, chẳng hạn như Jose Leite Lopes, Cesar Lattes và Mario Schenberg, cô đã thúc đẩy khoa học ở Brazil, đồng thời đối mặt với định kiến là phụ nữ và ly thân với chồng trong thời gian ly hôn là bất hợp pháp ở Brazil. Năm 1949, cô là một trong những người sáng lập Trung tâm nghiên cứu vật lý Brazil (CBPF), nơi cô là Trưởng phòng Nhũ tương hạt nhân cho đến năm 1964.
Năm 1950, cô đã xuất bản với Neusa Margem bài báo nghiên cứu đầu tiên của tổ chức mới: "Sobre a desintegração do méson pesado positivo". Công trình này thu được lần đầu tiên cho kết quả thực nghiệm hỗ trợ lý thuyết VA về tương tác yếu. Các công việc khác của mình, được công bố vào năm 1969, đặt dấu chấm hết cho một cuộc tranh cãi dài so với khả năng của meson có spin khác không. Cô cũng hợp tác với các nhà nghiên cứu châu Âu trong nghiên cứu về meson K.